# 新費多里夫卡 (波爾塔瓦州)
49°40′59″N 35°5′25″E / 49.68306°N 35.09028°E
新費多里夫卡（烏克蘭語：Новофедорівка），是烏克蘭的村落，位於該國中部波爾塔瓦州，由波爾塔瓦區負責管轄，處於科洛馬克河左岸，距離丘托韋3公里，海拔高度98米，2001年人口443。